# Campylospermum angustifolium
Campylospermum angustifolium là một loài thực vật có hoa trong họ Ochnaceae. Loài này được mô tả khoa học đầu tiên.